# 허우사위역
허우사위역(중국어: 后沙峪站)은 베이징 지하철 15호선의 역으로 중국 베이징시 순이구 허우사위 지구의 징미로·안푸가 교차로에 위치한다.

## 위치
이 역은 징미로(G101, G111)와 순핑로(顺平路)가 만나는 지점의 쿠류수 로터리(枯柳树环岛) 남서쪽에 위치하며 남서 - 북동 방향으로 배치되었다.

## 역 구조
이 역은 섬식 승강장 설계의 고가역이다. 역 내의 주요 색상은 주색이다. 역 외부 30,000㎡의 버스 정류장과 총 면적 16,400㎡의 P+R 주차장 2개 있다. 역 동쪽 끝에 이중 주차선이 있고, 후단에서 본선과 연결되는 건넘선이 있으며, 2011년 12월 31일 이전의 모든 열차는 운행을 마치고 회차하기 위해 이 주차선을 사용했다.

### 층별 구조
| 2층 승강장       | ←                               | ■ 15호선 칭화둥루시커우 방면 (화리칸) |
| 2층 승강장       | 섬식 승강장, 왼쪽 출입문이 열림 |                                       |
| 2층 승강장       | →                               | ■ 15호선 펑보 방면 (난파신)           |
| 지면층 대합실 층 | 대합실                          | 보안 검색대, 자동 매표기, 고객센터    |

## 출구
|                     |                |           |      |  |
| 출구 번호           | 지시           | 출구 인근 | 사진 |  |
| 出口 · A            | 징선로(京沈路) |           |      |  |
| 出口 · B            | 징선로(京沈路) |           |      |  |
| 出口 · C            | 징선로(京沈路) |           |      |  |
| 出口 · D            | 징선로(京沈路) |           |      |  |
| 아이콘 설명: 경사로 |                |           |      |  |

## 같이 보기
- 베이징 지하철 15호선
- 순이구
- 징미로